# Umbra (pigment)

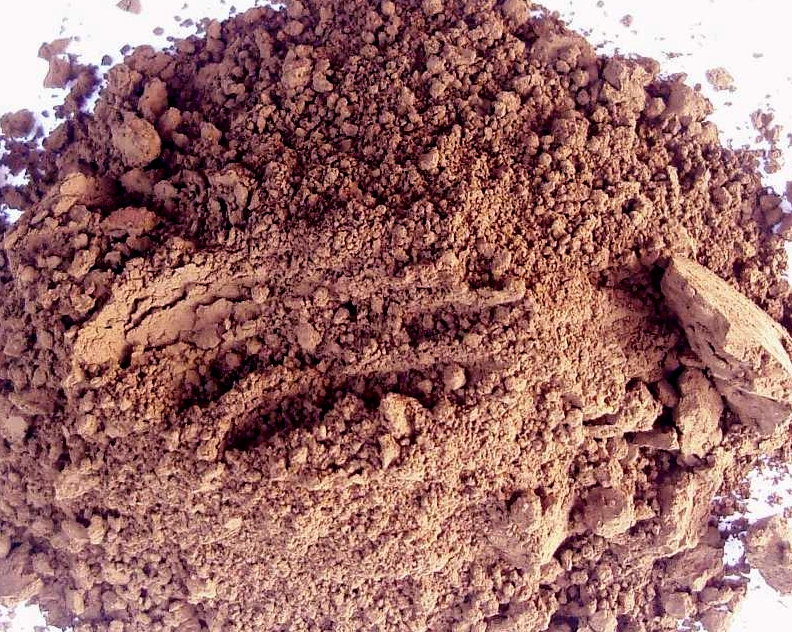
Umbra.

Umbra är samlingsnamn för en rad bruna eller gulgrå jordfärger. Namnet kommer från det italienska ordet för skugga.
Färgpigmenten är vanligtvis någon variant av järnoxidbrunt (Colour Index-nummer PBr6 och PBr7), traditionellt framställd ur naturligt förekommande lera som innehåller järnoxider, järnhydroxider och manganoxid. De marknadsförs under en rad olika namn och tillverkas idag ofta syntetiskt.

## Egenskaper och användning
Gemensamt för alla pigment som kallas umbra är att de är ganska gråaktiga. De är hållbara och relativt billiga och kan användas i alla sorters bindemedel. Umbra har använts länge i Sverige, både i konstnärsfärger och byggnadsmåleri. Bland annat används umbra för att dämpa intensiteten hos andra färger.
Man skiljer mellan tre typer:
Grön umbra som trots sitt namn inte är grönt utan gulaktigt grått. Ett mycket snarlikt pigment säljs under namnet grå umbra. Grön umbra har använts för att ge varma grå färger vid till exempel stenimiterande målning och har varit vanligt på fönster målade med linoljefärg.
Obränd umbra har en rödaktigt gul kulörton.
Bränd umbra ger rödbruna, beiga och grårosa färger. Täckförmågan är dålig och pigmentet har bland annat används vid laserande målning.